# Лезги (Псковская область)
Лезги — деревня в Печорском районе Псковской области России. Входит в состав городского поселения «Печоры».
Расположена на левом берегу реки Обдёх на севере района, в 15 км к востоку от центра района и городского поселения, города Печоры.
До 2005 года входила в состав ныне упразднённой Печорской волости.

## Население
Численность населения деревни составляет 41 житель (2000 год).
| 2001 | 2002 | 2010 |
| ---- | ---- | ---- |
| 41   | ↘26  | ↘25  |